# یولانتا زاوادزکا
یولانتا زاوادزکا (لهستانی: Jolanta Zawadzka؛ زادهٔ ۸ فوریهٔ ۱۹۸۷) استادبزرگ شطرنج زن اهل لهستان است. او در سال ۲۰۰۴ قهرمان شطرنج دختران زیر ۱۸ سال جهان شد.